# 刚竹属
刚竹属（学名：Phyllostachys），是禾本科竹亚科下的一个属。共分七十五余种，大部分分布于东南亚。中国大陆地区覆盖面积主要为黄河流域以南、南岭以北。

## 种属
这个属下的竹子外形多样。最高的在良好环境下可以长到30米，用于建筑和家具制造。而小的可以作为观赏盆景。常见的物种包括：
- 金竹 Phyllostachys cv. 'Sulphurea'
- 桂竹 Phyllostachys makinoi
- 毛环竹 Phyllostachys meyeri
- 羅漢竹 Phyllostachys aurea （人面竹）
- 毛竹 Phyllostachys edulis
- 紫竹 Phyllostachys nigra
- 灰竹 Phyllostachys cv. 'Nuda'
- 石绿竹 Phyllostachys arcana
- 淡竹 Phyllostachys glauca
- 早园竹 Phyllostachys propinqua

## 外部連結
- 禾本科植物数据库